# Tunnel de base du Lötschberg
Pour les articles homonymes, voir Lötschberg (homonymie).
Ne doit pas être confondu avec Tunnel du Lötschberg.
Le tunnel de base du Lötschberg est un tunnel ferroviaire qui relie Frutigen (canton de Berne) et Rarogne (canton du Valais) en Suisse. Il fait partie du projet ferroviaire suisse des nouvelles lignes ferroviaires à travers les Alpes (NLFA).
Inauguré le 15 juin 2007, sa longueur est de 34,6 km et il comporte deux tubes. Par manque de moyens financiers, seuls 16 km du 2e tube du tunnel sont pour le moment[Quand ?] entièrement équipés.
Il permet de gagner jusqu'à une heure pour traverser les Alpes et se rendre en Italie : le trajet Bâle-Milan ne dure plus que quatre heures.
Le trafic de trains de marchandises en direction de l'Italie est handicapé par la forte déclivité du parcours italien après le tunnel du Simplon et l'absence de modernisation de ce tronçon. En revanche il a l'avantage de passer par Novare, moins encombré que Milan.
Le projet NLFA est le fruit de longues tractations avec l'Union européenne concernant le transit à travers les Alpes suisses des poids-lourds européens. L'accord principal prévoit l'élévation de la limite des poids-lourds de 28 à 40 tonnes, en contrepartie, la Suisse peut pour ne pas recevoir une vague de camions, augmenter la redevance poids lourds liée aux prestations. La taxe est arrivée à son niveau maximal à l'ouverture du tunnel de base du Lötschberg, soit à 325 CHF (ou environ 300 €) pour un voyage Bâle–Chiasso d'à peu près 300 km.

## Chronologie
La chronologie est la suivante :
- 1994 : début des travaux ;
- 28 avril 2005 : percement ;
- 24 juillet 2006 : pose des derniers rails dans le tunnel ;
- janvier 2007 : un train établit un nouveau record de vitesse en Suisse soit 280 km/h dans le tunnel ;
- 15 juin 2007 : inauguration officielle ; exploitation commerciale réduite, avec uniquement des trains de marchandises, phase de test[1] ;
- 15 septembre 2007 : premières circulations de trains de passagers : le NEAT-Express[3] ;
- 9 décembre 2007 : mise en service de la première étape du projet (tube « est » intégral et premier tiers du tube « ouest ») lors du changement d'horaire annuel des CFF[4].

## Caractéristiques

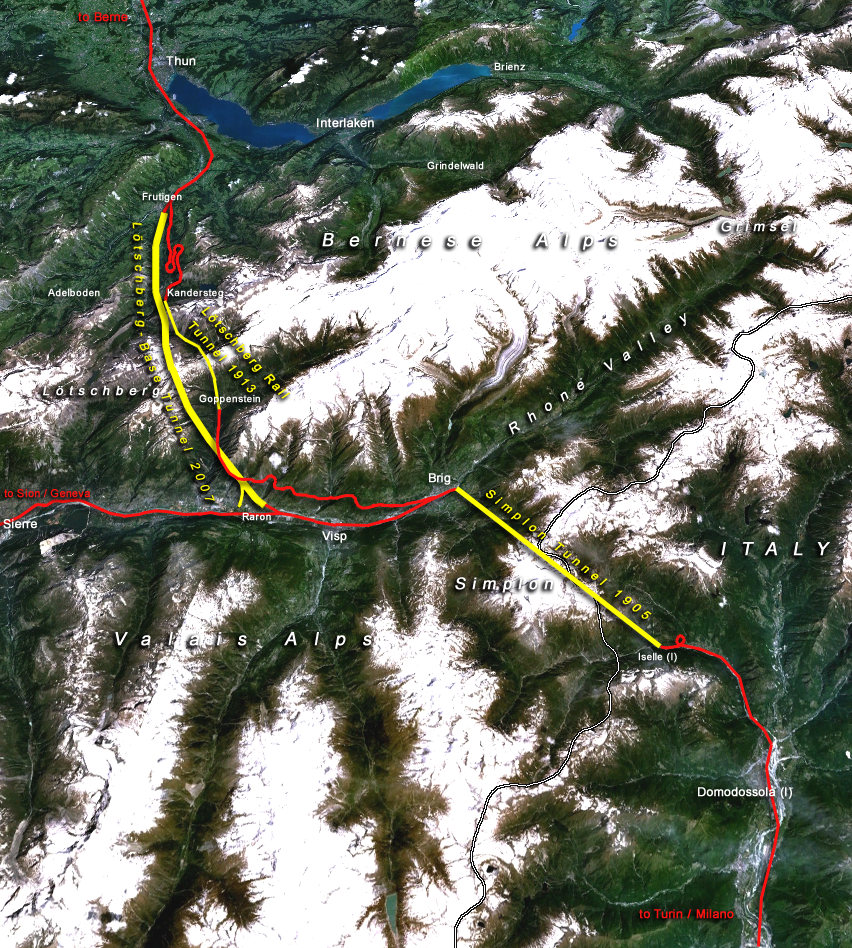
Vue satellite du tracé du tunnel.

- Longueur entre le portail de Frutigen et celui de Rarogne : 34,6 km.
- Point culminant : 824 m.
- Altitude du portail nord, Frutigen : 776 m.
- Altitude du portail sud, Rarogne : 654 m[N 1].
- Entraxe des tubes : 40 m.
- Vitesse maximale des trains dans le tunnel : 250 km/h pour les services EuroCity (assurés avec des rames ETR 610) ; autrement 200 km/h.
- Le tunnel comporte deux tubes :
  - le tube « est » est intégralement percé et équipé ;
  - le tube « ouest » n'a été percé que sur les deux premiers tiers de sa longueur et équipé seulement sur le premier tiers (côté sud) en raison d'un manque de moyens financiers.

### Équipement de la ligne
- Le tunnel est équipé du système ETCS niveau 2.
- La vitesse maximale est de 250 km/h.
- La tension électrique, comme sur le reste du réseau suisse, est de 15 kV 16 ⅔ Hz.

Couverture au-dessus du tunnel.

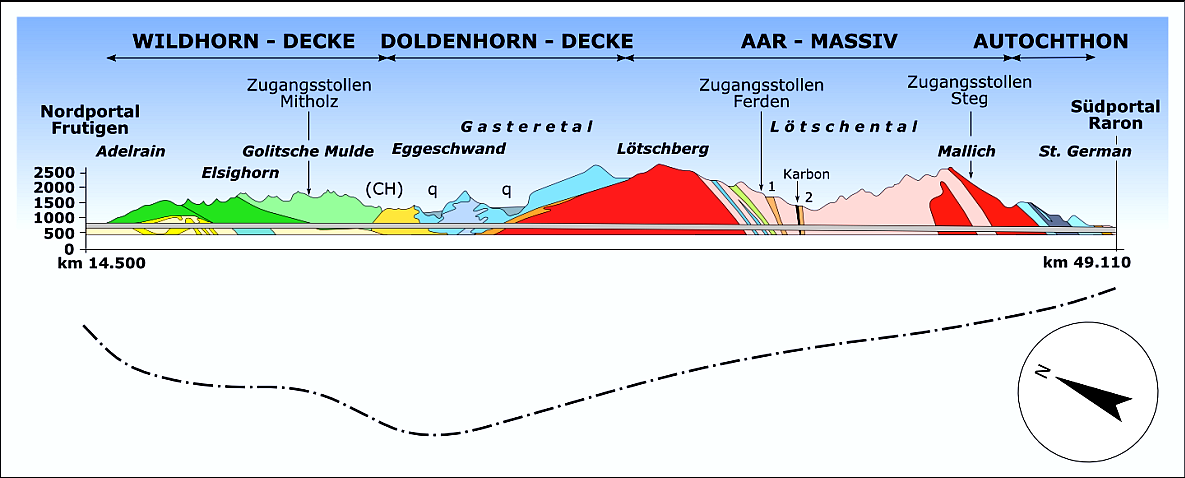
Géologie des terrains traversés.

## Exploitation

### Trains de voyageurs

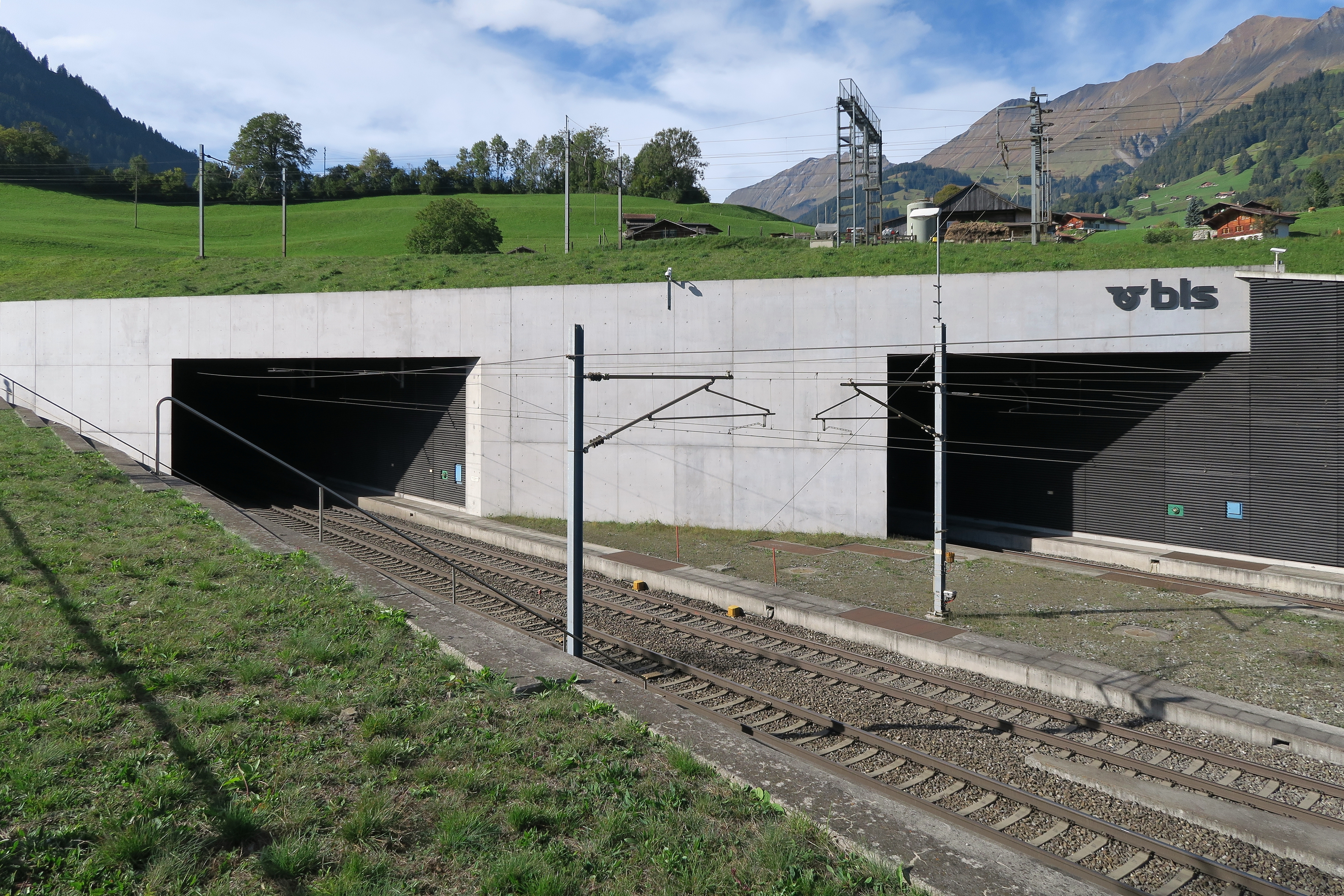
Portail nord du tunnel.

Le service de base comprend (horaire 2024) :
- une paire d'InterCity 8 Romanshorn - Brigue toutes les deux heures, assuré généralement par des rames IC 2000 (rames à deux niveaux) ;
- une paire d'InterCity 6 Bâle - Brigue toutes les deux heures, voire chaque heure et même chaque demi-heure aux heures de pointe ; sauf si un InterCity 8 Romanshorn - Brigue ou un EuroCity Bâle - Milan circule en même temps ; relation assurée généralement avec des voitures IC 2000 (rames à deux niveaux) ou EC ;
- trois paires d'EuroCity Bâle - Milan par jour, relation assurée par des rames ETR 610.

Quelques InterRegio et InterCity supplémentaires circulent certains week-ends chargés ou à certaines heures de pointe, afin de décharger certains trains, particulièrement les EuroCity qui ne disposent que d'une capacité limitée.
Certains InterCity sont prolongés de Brigue jusqu'à Domodossola, en Italie.

### Trains de marchandises
Les trains de marchandises circulant dans le tunnel peuvent être classés principalement en trois catégories :
- le trafic intérieur, composé de trains complets et de wagons isolés ;
- le trafic de transit, composé principalement de trains de conteneurs circulant sur le « corridor A » Rotterdam - Gênes[5] ;
- l'autoroute ferroviaire, trains de transport combiné circulant entre les terminaux de chargement de Fribourg-en-Brisgau (Allemagne) et Novare (Italie).

En 2015, pour la première fois, plus de 100 000 camions ont traversé l'axe du Lötschberg par l'autoroute ferroviaire, avec une moyenne d'occupation des trains de 85 %.
Le tube « est » étant le seul entièrement opérationnel, le trafic en provenance du nord et en direction du sud est prioritaire (en raison de la circulation à gauche en double voie). En cas de difficultés de trafic depuis le sud en direction du nord, certains trains de marchandises et de l'autoroute ferroviaire, peuvent être déviés sur la ligne de faîte, par le tunnel historique, qui reste utilisé par les trains régionaux RegioExpress « Lötschberger » entre Bern/Spiez et Brig qui assurent la desserte régionale, ainsi que par les trains navettes pour automobiles.

### Maintenance
Le tunnel est intégralement fermé les nuits du dimanche au lundi pour la maintenance régulière, l'absence de deux tubes sur toute la longueur empêchant de maintenir une exploitation réduite sur une seule voie. Pour la section sud, qui dispose de deux tubes en exploitation, un des deux tubes est également fermé les nuits du lundi au mardi, avec basculement du trafic sur l'autre tube.

## Les travaux

### Points d'attaque
Le tunnel a été construit à partir de quatre points d'attaque (les deux portails et deux points d'attaque intermédiaire), du nord au sud :
- Frutigen (canton de Berne), portail nord ;
- Mitholz (canton de Berne) ;
- Ferden (Lötschental, canton du Valais) ;
- Steg (canton du Valais) ;
- Rarogne (canton du Valais), portail sud.

### Étapes

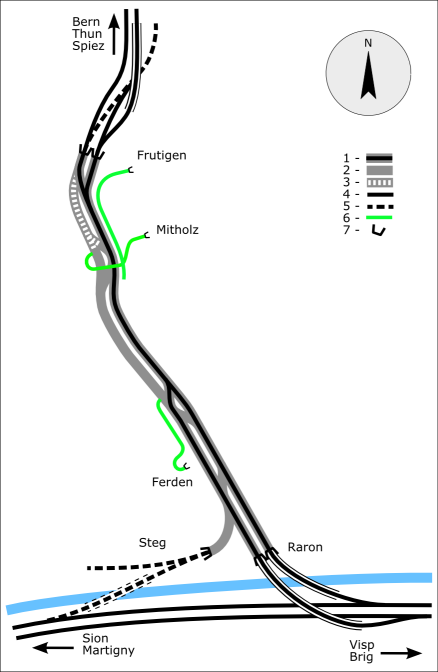
Les tubes du tunnel.

Par mesure d'économie, le tunnel n'est pas construit entièrement dans un premier temps. Le projet a été divisé en étapes :
- première étape (terminée en juin 2007) :
  - tube « est » construit et équipé entièrement,
  - tube « ouest » construit et équipé entre Rarogne et Ferden et en gros œuvre entre Ferden et Mitholz, non excavé entre Mitholz et Frutigen ;
- deuxième étape possible (coût estimé : 400 millions de CHF) :
  - équipement du tube « ouest » entre Ferden et Mitholz (15,3 km),
  - équipement du tube « ouest » du tunnel sous l'Engstlige (environ 3 km avec les parties à ciel ouvert) ;
- troisième étape possible (coût 2e et 3e phases si construites ensemble : plus d'un milliard de francs suisses) :
  - tube « ouest » Mitholz-Frutigen : excavation et équipement sur 7,6 km,
  - raccordement ouest vers Steg, excavé mais brut, et construction du pont sur le Rhône vers la gare de Gampel-Steg,
  - gares pour le chargement des véhicules routiers, en remplacement ou support au service actuel via le tunnel de faîte.

Réaliser les 2e et 3e étapes en une seule fois serait plus simple et plus économique que les réaliser séparément.

## Maître-d'œuvre

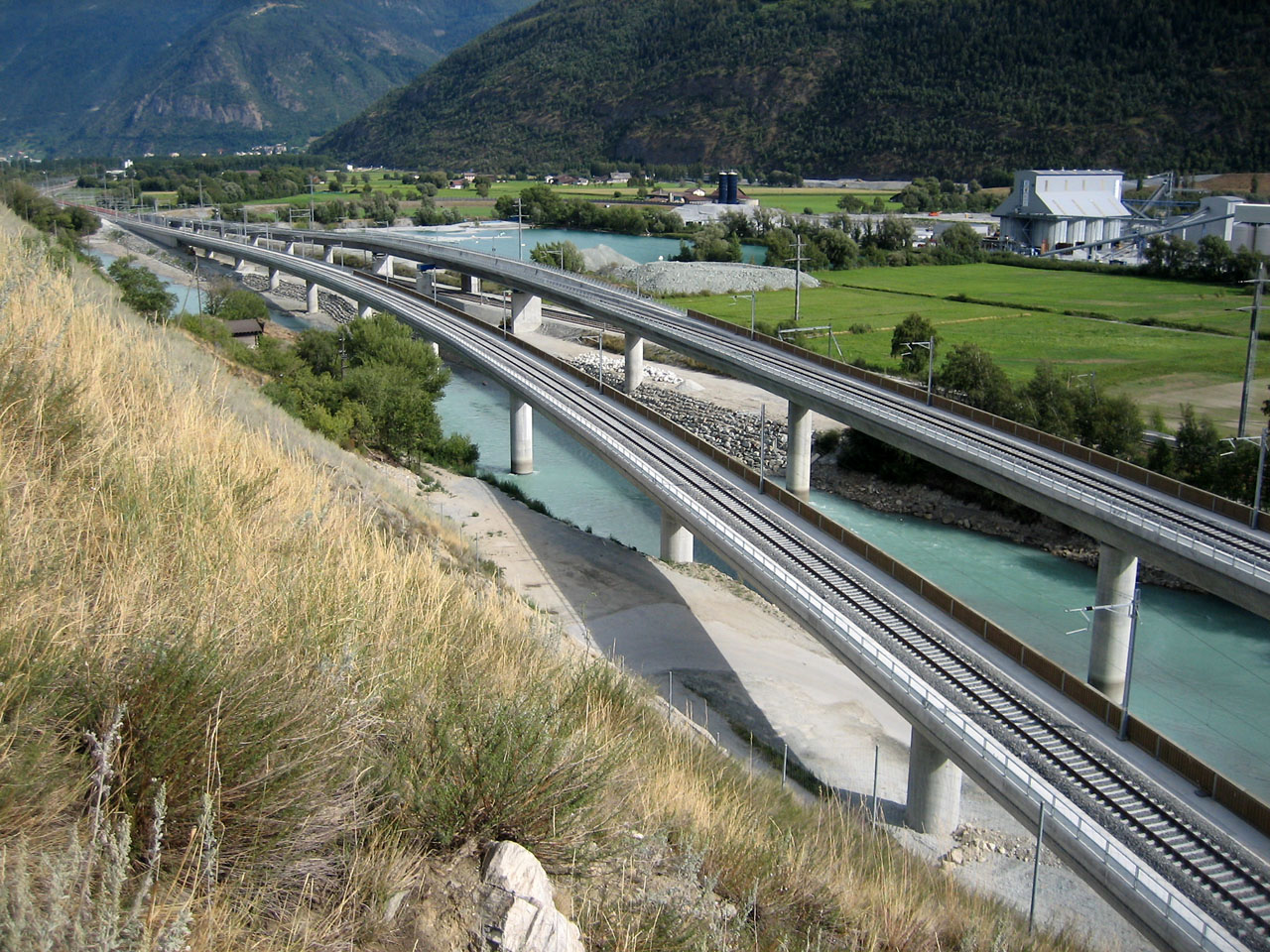
Ponts sur le Rhône à l'entrée du tunnel côté portail sud.

- Chemin de fer du Lötschberg (BLS) par l'intermédiaire de sa filiale BLS AlpTransit SA.